# RDF/XML
RDF/XML est une syntaxe, définie par le W3C, pour exprimer (c'est-à-dire sérialiser) un graphe RDF comme un document XML. RDF/XML est parfois appelé de manière trompeuse simplement RDF parce qu'il a été introduit parmi les autres spécifications du W3C définissant RDF et qu'il a été historiquement le premier format standard de sérialisation RDF du W3C.